# Кандалакшки залив
Кандалакшкият залив или Кандалакски залив (на руски: Кандалакшский залив, Кандалакский залив) е залив в северозападната част на Бяло море, между брега на континента на югозапад и Колския полуостров на североизток, край южните бреговете на Мурманска област и североизточните брегове на Карелия, в Русия. Вдава се на 185 km навътре в сушата. Ширина във входа 67 km. Дели се на две обособени части: северозападна плитководна – Кандалуха (дълбочина до 40 m) и югоизточна, дълбоководна – същинския Кандалакшки залив, като тук се намира най-голямата дълбочина на Бяло море, до 330 m.
Бреговете му са скалисти, силно разчленени, осеяни с множество малки острови, подводни скали („лудове“) и плитчини. В него се вливат множество реки, по-големи от които са Нива, Ковда, Умба. Температурата на водата на повърхността през лятото достига до 18,5 °C, а през зимата от –1,0 °C до 1,5 °C. От средата на ноември до май е покрит с ледена покривка. През зимата солеността е 27 – 29‰, а през лятото от 0‰ до 20 – 25‰. Приливите са полуденонощни с амплитуда до 2,2 m. Теченията са неустойчиви със скорост 20 – 30 см/сек. Извършва се промишлен риболов на селда, треска, нерпа. По бреговете му са разположени пристанищата Кандалакша, Ковда, Умба.

## Топографска карта
- Топографска карта Q-35,36; М 1:1 000 000[2]